# Ensaio sobre a Natureza do Comércio em Geral

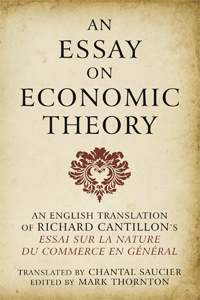
Capa da edição do Essai de Richard Cantillon do Instituto Ludwig von Mises, versão inglês.

Ensaio sobre a Natureza do Comércio em Geral (em francês:  Essai sur la Nature du Commerce en Général) é um livro sobre economia de Richard Cantillon. Escrito por volta de 1730, e publicado em francês em 1755. Este livro foi considerado por William Stanley Jevons como o "berço da economia política".
Este trabalho continua sendo a única contribuição sobrevivente de Cantillon à economia. Foi escrito por volta de 1730 e circulou amplamente em forma de manuscrito, mas não foi publicado até 1755. Sua obra foi traduzida para o espanhol por Gaspar Melchor de Jovellanos, provavelmente no final da década de 1770, e considerada leitura essencial para a economia política. Apesar de ter muita influência no desenvolvimento inicial do fisiocrata e das escolas clássicas de pensamento, esse trabalho foi amplamente esquecido até sua redescoberta por Jevons no final do século XIX. Cantillon foi influenciado por suas experiências como banqueiro e, especialmente, pela bolha especulativa de John Law com a Companhia do Mississipi. Ele também foi fortemente influenciado por economistas anteriores, especialmente William Petty.
Este trabalho é considerado o primeiro tratado completo sobre economia, com inúmeras contribuições para a ciência. Essas contribuições incluem: sua metodologia de causa e efeito, teorias monetárias, sua concepção do empresário como portador de risco e o desenvolvimento da economia espacial. O trabalho de Cantillon teve influência significativa no desenvolvimento inicial da economia política, incluindo as obras de Adam Smith, Anne Turgot, Jean-Baptiste Say, Frédéric Bastiat e François Quesnay.